# Stare Sypnie
Stare Sypnie [ˈstarɛ ˈsɨpɲɛ] est un village polonais de la gmina de Grodzisk dans le powiat de Siemiatycze et dans la voïvodie de Podlachie. Le village compte approximativement 100 habitants.